# Ahmadjan und der Wiedehopf
Ahmadjan und der Wiedehopf ist ein Comic von Maren Amini, den sie gemeinsam mit ihrem Vater Ahmadjan Amini schuf. Die beiden erzählen darin seine Lebensgeschichte. Der Comic erschien im Oktober 2024 im Carlsen Verlag. Noch vor der Veröffentlichung wurde Ahmadjan und der Wiedehopf im Jahr 2023 mit dem Comicbuchpreis geehrt.

## Inhalt
Die Geschichte beginnt in den 1950er Jahren im Pandschir-Tal in Afghanistan, wo der junge Ahmadjan in armen Verhältnissen als Halbwaise aufwächst. Schon früh verlor er seine Mutter und wächst bei Verwandten auf, wo er sich allerdings nie richtig wohl fühlt. Als bester Schüler der Provinz erhält er die Zulassung für eine Eignungsprüfung in Kabul; sein Onkel richtet ihm zu Ehren extra ein Festessen aus. In Kabul lernt er Ende der 1960er Jahre die Hippie-Bewegung kennen, deren Anhänger hauptsächlich aus den Vereinigten Staaten stammen und meist in den Armenvierteln der Stadt leben. Ahmadjan begegnet der Bewegung mit Neugier und lernt einige der Menschen näher kennen und schätzen.
1971 verlässt Ahmadjan im Alter von 18 Jahren sein Heimatland, um in Hamburg Kunst zu studieren. Sieben Jahre später kehrt der junge Mann nach Afghanistan zurück, kann dort aber wegen des Kriegs in Afghanistan ab April 1978 nicht lange bleiben. Auch wegen der russischen Intervention seit 1979 entscheidet sich Ahmadjan, das Land 1980 wieder zu verlassen. Er kehrt nach Hamburg zurück, wo er seitdem lebt und als Maler arbeitet. Er heiratet eine Deutsche; 1983 kommt Maren zur Welt. Aus Deutschland heraus setzt er sich immer noch für seine Heimat ein, indem er sich etwa für Hilfslieferungen oder den Bau von Schulen und Häusern engagiert.

## Entstehung und Einfluss
Laut Amini entstand das Buch aus einer Notwendigkeit heraus, als nämlich der Vormarsch der Taliban in Afghanistan 2021 zur Machtübernahme der deobandisch-islamistischen Terrorgruppe führte. Dadurch seien bei ihrem Vater „alte Narben aufgerissen“ worden. Daraufhin wollten Tochter und Vater „etwas gegen dieses Gefühl der Ohnmacht tun und etwas schaffen, das uns guttut“, um damit an ein vergangenes Afghanistan zu erinnern, das von „gesellschaftlicher und kultureller Vielfalt geprägt war“, sowie ihre „afghanisch[n] Wurzeln ehren […] und nicht schweigend hinnehmen, dass die Taliban erneut die Kultur Afghanistans vernichten“.
Der Comic wurde durch Die Konferenz der Vögel von Fariduddin Attar, einem persischen Dichter und islamischen Mystiker, inspiriert. Amini verknüpft in ihrem Comic die Lebensgeschichte ihres Vaters mit Elementen und Motiven der mystischen Dichtung, die Attar im 12. Jahrhundert verfasste. Ahmadjan Amini hat passend zur Dichtung selbst 1000 Bilder angefertigt. In dem Versepos werden die Zusammenkunft und Wallfahrt tausender Vögel beschrieben, die nach einem idealen König für ihr „Volk“ suchen. Um zu diesem König zu gelangen, müssen die Vögel sieben Täler durchqueren, von denen am Ende nur dreißig Tiere das Ende der Reise erreichen.
Da ist beispielsweise der bereits im Titel enthaltene Wiedehopf, der in Attars Dichtung die Zusammenkunft und Wallfahrt von Tausenden von Vögeln der Welt anregt. In Ahmadjan und der Wiedehopf tritt der Wiedehopf als regelmäßiger Kommentator und Ratgeber auf dem Lebensweg von Ahmadjan auf. Wiederholt stellt Amini einzelne Figuren als Vögel dar; Ahmadjans Onkel etwa ist ein Reiher, die Hippies in Kabul Papageie oder sie selbst als ein Pfau.

## Stil
Amini zeichnet mit einem leichten, freundlich wirkenden Stil, wodurch sie einen zweifachen grafischen Kontrast erzeugt, und zwar zum einen gegenüber den ernsten Themen des Buches, geprägt durch die zum Teil traumatischen Erfahrungen von Ahmadjan, zum anderen gegenüber den düsteren Gemälden ihres Vaters, die an verschiedenen Stellen als Teil des Comics verarbeitet sind. Amini reduziert ihre fließende Linienführung auf das Wesentliche. Sie setzt Weißflächen großzügig ein und koloriert mit Wasserfarben. Mal verwendet sie Farben akzentuierend, mal flächig. Amini verzichtet bei ihren Panels fast vollständig auf Umrandungen. Nur ganzseitige Bilder, auf denen sie neue Vogel-Figuren einführt, umfasst sie mit Verzierungen im persischen Stil. Die minimalistische Darstellung der Figuren erfolgt mit nur wenigen Strichen. Dabei passt Amini ihre Linienführung der schwarz-weiß getuschten Figuren der jeweiligen Situation an; mal zeichnet sie ihren Vater mit kräftigem und schwungvollem Strich, an anderer Stelle zittrig und fragil. Für die Darstellung des titelgebenden Wiedehopfs diente die Figur Woodstock aus den Peanuts von Charles M. Schulz als Vorbild, was sich laut Amini aber eher unbewusst ergeben habe.

## Veröffentlichung
Der Carlsen Verlag veröffentlichte Ahmadjan und der Wiedehopf am 1. Oktober 2024 als Hardcover. Es ist der erste lange Comic von Amini. Das Buch enthält ebenfalls Auszüge aus Die Konferenz der Vögel. Das Titelbild zeigt Ahmadjan in Schlaghose, der unter dem Arm ein Buch trägt. Aus seinem Kopf wachsen bunte Strahlen, an deren Enden Köpfe von Vögeln sind. Hinter Ahmadjan läuft der Wiedehopf. Der Titel befindet sich vor den bunten Strahlen, die den größten Teil der Titelillustration ausmachen.

## Auszeichnungen
Ahmadjan und der Wiedehopf erhielt 2023 den Comicbuchpreis der Berthold Leibinger Stiftung, der mit 20.000 Euro dotiert ist. Laut Juror David Basler liegt das Leben von Ahmadjan in Afghanistan im Argen. Mit knurrendem Magen könne man das „[g]ute im Leben, der Glaube und die Kunst“ nicht genießen, weswegen Ahmadjan „weg, weit weit weg“ müsse. Sein Schicksal sei „gleichzeitig ein beeindruckendes Zeitzeugnis Afghanistans und der Emigration nach Deutschland“.
In der Rubrik „Die besten Comics des Quartals“ vom Tagesspiegel belegte der Comic im Dezember 2024 den ersten Platz. Für die vierteljährliche Liste wählen 30 deutschsprachige Comic-Kritiker jeweils zehn Titel aus. Ahmadjan und der Wiedehopf sei eine „[s]chmerzhafte Selbstfindung zwischen Kabul und Hamburg“. Ende 2024 wurde der Band auf Platz 5 der Kritiker-Bestenliste „Die besten Comics des Jahres“ des Tagesspiegels gewählt.

## Kritiken
Lars von Thörne hält im Tagesspiegel fest, etwa 800 Jahre nach der Entstehung von Die Konferenz der Vögel gelinge Amini das „Kunststück, die poetische Geschichte mit der Biografie ihres Vaters zu verschmelzen, die sich selbst ein bisschen wie ein Märchen“ lese. Dank der großzügigen Weißflächen ließen die Bilder viel Raum, in dem die lebendig wirkenden Figuren gut zur Geltung kämen. Anfangs könne die „zeichnerische Leichtigkeit“ noch irritieren, erweise sich im Verlauf der Erzählung aber als „perfekte Wahl“. Die „karikierend überzeichneten Figuren“ erinnerten im Stil an Der kleine Nick, illustriert von Jean-Jacques Sempé, oder Werke von Catherine Meurisse. Neben Themen wie „Entwurzelung, Angst, Gewalt und Verlust“ thematisiere der Comic ebenfalls die „menschliche Widerstandskraft angesichts von unerträglich scheinenden Umständen, um einen unbändigen Lebenswillen und die Macht der Liebe“. Dazu passe der mit „leichtem Humor durchsetzte, Tragisches oft nur andeutende Erzählton […], der zwischen Fabel-Stil und realistischer Schilderung“ liege. Ahmadjan und der Wiedehopf könne sich mit „international gefeierten Vertretern der Kunstform wie Persepolis“ durchaus messen.
Amini gelinge es, „Sempés erzwestliches Cartoonverständnis mit jenen orientalischen Einflüssen zu verbinden, die ihren Vater geprägt haben“, schreibt Andreas Platthaus für die Frankfurter Allgemeine Zeitung. Dank meist fehlender Panelränder falle der Comic „so offen wie das Schicksal ihres Vaters aus“. Das gezeichnete Schicksal von Ahmadjan sei eine Mischung aus „Schelmengeschichte und Tragödie“, das sich durch „hinreißende Aquarellhintergründe“ auszeichne.
In Die Tageszeitung urteilt Imke Staats, im Comic siege „das Schöne über die Schrecken des Kriegs“ – schon der Einband habe ein „heitere Ausstrahlung“ – ohne dabei zu verharmlosen. Die Figuren seien mit „wenigen Strichen und viel Humor gezeichnet“; Ahmadjan erkenne man leicht an seinem „Wuschelschopf“. Durch ihren symbolhaften Einsatz spiele Farbe eine große Rolle. Ahmadjan und der Wiedehopf bleibe „ohne große Vorkenntnisse lesbar“, im Zweifel helfe das Glossar. Der Comic funktioniere „wie ein Geschichtsbuch, nur halt viel schöner“.